# Serie 3500 de Renfe
La serie 3500 es una serie de trenes eléctricos de ancho métrico que perteneció inicialmente a la empresa Ferrocarriles Españoles de Vía Estrecha (FEVE) y, posteriormente, también a su escisión de carácter autonómico Euskotren (serie 3500 de Euskotren Trena), siendo actualmente de la empresa Renfe (serie 435 de Renfe). La serie se empleó para servicios de cercanías en País Vasco, Cantabria y Asturias, si bien en esta última región continúan circulando 9 unidades. La primera unidad de esta serie entró en servicio en 1978. En 2009, FEVE reformó parte de la flota y creó a la serie 3300. Por su parte, Euskotren siguió con estas unidades hasta su retirada en 2013, cuando se vendió al Ferrocarril Transandino del Ecuador.

## Historia
En 1977 la empresa pública Ferrocarriles Españoles de Vía Estrecha (FEVE) encargó 31 unidades de trenes eléctricos de cercanías de ancho métrico. Su diseño y fabricación corrió a cargo de la empresa vasca CAF.La mitad de los trenes comprados irían destinados a la red de FEVE en el País Vasco, mientras que la otra mitad estaría destinada a Asturias y Cantabria. 
Los siete primeros trenes, originalmente formados por dos coches, entraron en servicio el 8 de mayo de 1978 en la línea Bilbao-San Sebastián. Los otros ocho trenes entraron en servicio el 1 de marzo de 1980. Ya en 1978 se encargaron quince coches intermedios para los trenes en servicio en el País Vasco. Solo los primeros ocho coches se entregaron antes de que los ferrocarriles de vía estrecha fueran transferidos al Gobierno Vasco, mientras que los otros siete se construyeron en 1980. Poco después, Ferrocarriles Vascos (actual Euskotren) encargó otros cuatro coches intermedios. Las unidades 3501 y 3508 fueron destruidas durante las inundaciones de 1983 y posteriormente fueron reemplazadas por dos nuevas unidades con los mismos números. 
Las siete unidades restantes fueron adquiridas por FEVE en 1984, por lo que en total se fabricaron 39 unidades.
En 1988, tres de los trenes que circulan por el País Vasco (3504, 3506 y 3515) adaptaron su interior para el Bidexpress, un servicio combinado de viajeros y correo que opera entre Bilbao y San Sebastián. Dos años más tarde entraron en servicio los nuevos trenes de la serie 300 en la línea de Topo, pasando los trenes de la serie 3500 que circulan en dicha línea al servicio de las líneas de Urdaibai y Bilbao-San Sebastián. Aproximadamente al mismo tiempo, a los trenes con cuatro vagones se les quitó uno de sus vagones. Las unidades de Euskotren reformaron sus interiores en la década de 1990 y se modernizaron sustancialmente a principios de la década de 2000. Euskotren retiró gradualmente sus unidades 3500 tras la introducción de los trenes de la serie 900 en 2011. El último tren del servicio de Euskotren realizó un viaje de despedida el 6 de julio de 2013.
Tras su retirada, las unidades se apartaron en las cocheras de Lebario hasta que fueron trasladadas al depósito de Araso en diciembre de 2013. Una vez allí, se almacenaron hasta parir hacia sus destinos finales. La unidad 3506 fue preservada por el Museo Vasco del Ferrocarril, y se encuentra en proceso de restauración. El coche motor de la 3509 fue trasladado al CIFP Repelega en 2016, y actualmente reposa en el aparcamiento del centro. La unidad 3512 fue donada en 2017 al ayuntamiento de Pamplona para ser expuesta en el parque ferroviario de Trinitarios, pero a día de hoy yace en un descampado al norte de la ciudad. 20 coches fueron vendidos a los Ferrocarriles del Ecuador:
- 5 coches fueron reformados por la empresa asturiana Cintratec para ser usados en el servicio de Tren Crucero.[10]
- 15 coches fueron adaptados al ancho de vía de 1067 mm pero no llegaron a ser reformados para el servicio, apartándose 10 en el depósito de Riobamba y 5 en los talleres de Quito.

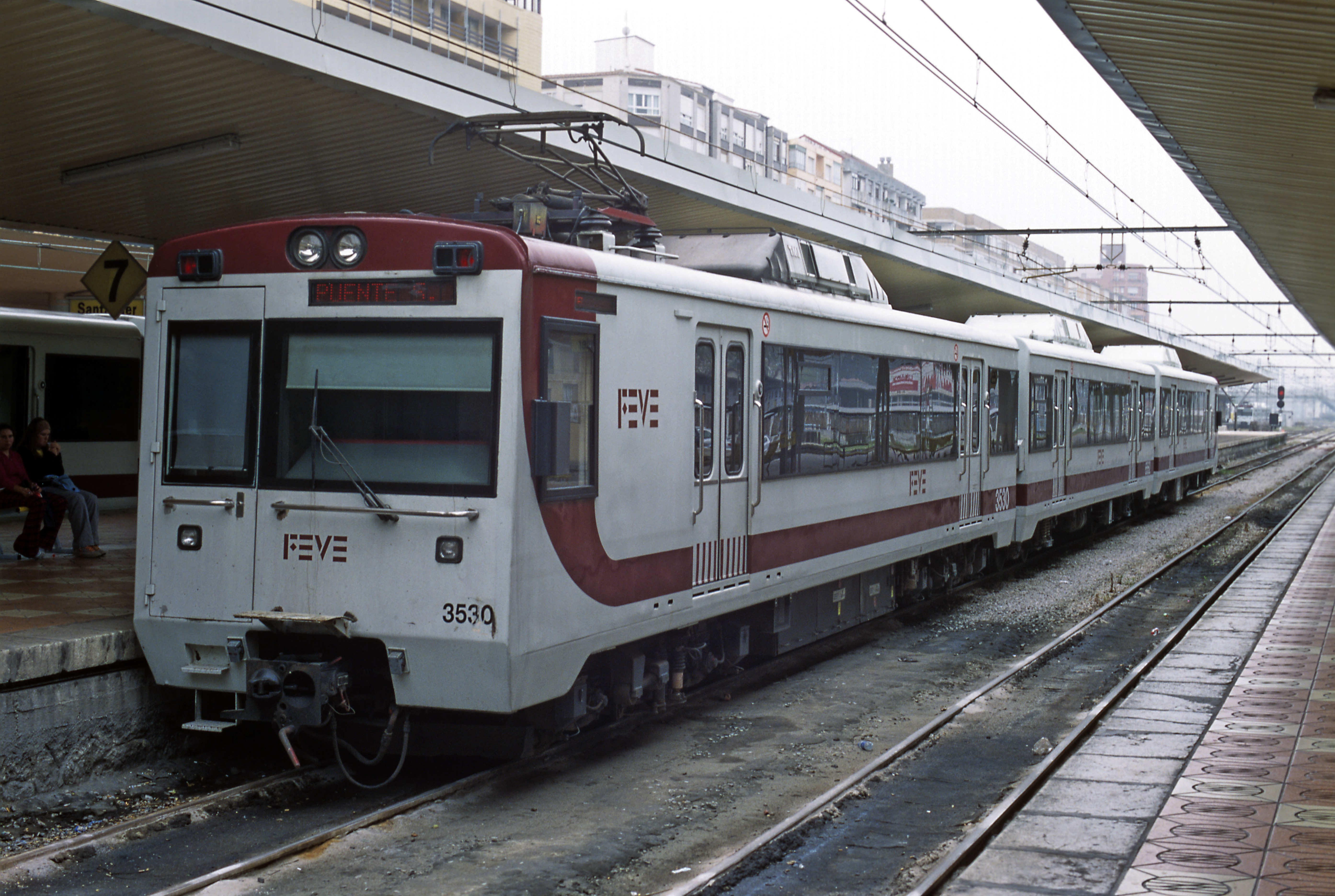
Unidad con 3 coches propiedad de FEVE en Santander (Cantabria) en 2004

Los coches restantes fueron desguazados en 2017.
Entre 2007 y 2009, doce de los trenes 3500 operados por FEVE fueron remotorizados y reformados, pasando a ser la serie 3300 de FEVE, perteneciendo desde 2013 a Renfe.El resto de unidades fueron reducidas a 2 coches, de los cuales 4 se reformaron como los coches cama del Expreso de la Robla. 
Actualmente solo nueve unidades prestan servicio, operados por Renfe Cercanías AM, en Asturias.

## Formaciones
| Designación | Mc   | (R)    | Rc   |
| Numeración  | 35xx | (55xx) | 65xx |

Originalmente, cada tren estaba formado por dos coches, uno de los cuales era motorizado. A los trenes en servicio en el País Vasco se les añadió un tercer coche sin motor poco después de su puesta en marcha. En la década de 1980, se agregó un cuarto remolque a cuatro de estos. Estos cuatro coches fueron numerados del 5516 al 5519.